# Gravestone
Gravestone est un groupe allemand de rock progressif et heavy metal, originaire de l'arrondissement de Neu-Ulm, en Bavière.

## Histoire
Le guitariste rythmique Rudi Dorner et le batteur Mike Schmidt forment en 1975 un groupe de rock progressif appelé Heizkörper, bientôt rejoint par le bassiste et chanteur Berti Majdan. Le groupe continue sous le nom plus sérieux d'Oregon. Fin 1976, les membres, qui se connaissaient tous depuis l'école, accueillent un autre ancien camarade de classe, Wolfgang Rittner, un autodidacte de la guitare électrique. Lorsque le claviériste Andy Müller les rejoint au printemps 1977, le groupe se débarrasse à nouveau de son nom et opère désormais sous le nom de « Gravestone ».
Grâce à des répétitions presque quotidiennes et à une expérience croissante de la scène, ils acquièrent une certaine routine et leurs chansons finissent par prendre des formes plus longues, y compris des passages d'improvisation, typiques du space rock. L'idée de produire un LP vient plus des spectateurs de concerts que des musiciens eux-mêmes, et ce n'est qu'après une rencontre fortuite entre Dorner et les gérants d'un studio fraîchement créé à Illertissen qu'ils commencent effectivement la production en février 1979, après y avoir enregistré des démos réussies. Doomsday contient sept morceaux, principalement structurés par Rittner, dont deux seulement sont accompagnés de paroles. Le groupe, qui n'était pas très doué pour les affaires, ne pouvait pas savoir combien d'exemplaires avaient été vendus par le label associé au studio, ni même combien avaient été pressés.
Si certaines choses restent identiques pour le LP suivant, à savoir le studio, le label et le nombre d'exemplaires vendus, la composition du groupe et le style des chansons ont changé. Parmi les anciens membres, seuls Dorner et Müller ont enregistré l'album War. Le deuxième guitariste aux côtés de Dorner était Sokrates « Taki » Gradl, le batteur Schmidt est remplacé par Dieter Behle et les tâches de Majdan avaient été confiées au nouveau venu Dietmar « Oli » Orlitta. Comme on avait perdu l'auteur-compositeur principal, les crédits semblaient avoir été ajoutés ensemble. Une chanson est enregistrée, qui était encore de Rittner, une autre de Rittner et Majdan. Dorner en écrit une autre et collabore à deux autres, dont le manager Jürgen Stockmar est également l'auteur - en plus de Dieter Behle et de Taki Gradl. Un morceau est composé par le duo de compositeurs internes Müller/Orlitta, un autre par une connaissance externe d'Illertisser, Joachim Schilder, ce qui porte à quatre le nombre de morceaux en anglais, deux en allemand et un instrumental.
Une phase de changements fréquents de musiciens avait ainsi été entamée. Ce n'est qu'en 1982 qu'une formation stable est formée, avec les guitaristes Mathias Dieth (ex-Dust) et Klaus « Doc » Reinelt (ex-Solaplexus) sous la direction du revenant Majdan, et la section rythmique inchangée Dietmar Orlitta/Dieter Behle. Le 17 décembre 1982, un groupe de rock est formé. En décembre 1983, leur concert est retransmis en direct à la télévision et à la radio par Südfunk Stuttgart dans le cadre d'une finale de festival de jeunes talents à l'échelle du Bade-Wurtemberg dans la Hanns-Martin-Schleyer-Halle de Stuttgart, pour laquelle Gravestone s'était qualifié lors d'un tour de sélection local en juillet,. À cette époque, la musique, déjà dominée par les guitares, se déplace vers le heavy metal. En mars 1984, le groupe obtient un contrat chez Scratch Records. Les enregistrements pour un LP commencent en avril. En mai, Orlitta quitte le groupe parce qu'il ne veut pas s'engager contractuellement et est remplacé par Thomas Sabisch, qui vient d'un groupe de funk. L'album Victim of Chains est publié en août 1984.
En avril 1985 déjà, l'album suivant Back to Attack est disponible, avec lequel le groupe part en tournée dans le nord de l'Allemagne et dans les pays voisins. Toutes les activités devaient toujours être compatibles avec la vie en dehors de la musique, car Sabisch est étudiant, Reinelt et Dieth faisaient leur service civil et les deux autres exerçaient un métier (Behle par exemple). Aussi positive que est la sortie de Back to Attack pour l'établissement de Gravestone sur la scène metal, cette décision prise à la va-vite entraîne une panne de la pochette, à cause de laquelle une grande partie des disques avec la séquence de chansons mal imprimée est utilisée à des fins promotionnelles. Fin 1985, Thomas Imbacher, un lycéen de 18 ans, rejoint le groupe et remplace ainsi Dieter Behle. Behle réapparaît en 1987 et 1988 dans la formation Tyrant d'Ulm. Le changement suivant concerne l'un des postes de guitariste et s'achève début 1986 avec l'arrivée de Jürgen Metko. Auparavant, Dieth avait annoncé vouloir rejoindre Sinner, mais il jouait encore pour Gravestone lors des festivals de Noël en décembre 1985.
La nouvelle formation débute par des représentations dans des festivals en France. L'album Creating a Monster continue la série continue de nouvelles sorties en 1986. Back to Attack avait bien marché à l'étranger, notamment en France. Creating a Monster trouve maintenant 15 000 acheteurs en Allemagne après quelques semaines seulement. Des tournées en France et en Hongrie ainsi que quelques apparitions à la télévision sont cependant annulées alors que Metko et Sabisch étaient sur leurs motos, ; Metko est impliqué dans un accident qui lui vaudra une grave blessure à la main.
Fin 1988, le groupe se sépare de son label discographique à cause d'un conflit contractuel, ou plus exactement d'un conflit sur les conditions. Le groupe voulait tirer un trait sur cette histoire, mais aussi essayer un nouveau modèle de financement, car aucune offre de maison de disques ne semblait équitable. Le nom du groupe est changé en 48 Crash, une idée lancée par le manager de l'époque, Thomas Bauer, et un fonds est créé. Les contributeurs devenus associés devaient recevoir une participation aux bénéfices (aujourd'hui, on utilise le terme de financement participatif). Les fonds réunis ont permis de financer un séjour de 30 jours en studio dans les célèbres studios Horus-Sound à Hanovre. Le personnel n'était pas moins réputé : le producteur Will Reid travaille pour Supertramp, Saxon, Thin Lizzy, Motörhead et Thunderhead, l'ingénieur du son Ralf Krause pour Gamma Ray. Une maison d'édition musicale est trouvée pour la protection des droits, un propre label nommé Fortune Records est créé pour la production et un accord est trouvé avec SPV pour la distribution. L'album Some Like It Hot est présenté à l'automne 1990. Malgré ce qui semblait être une bonne continuation, 48 Crash se sépare].
En mars 2019, il est annoncé que le groupe se reforme pour des concerts après plus de 30 ans dans la formation de décembre 1985 (Majdan, Reinelt, Dieth, Sabisch, Imbacher),,. C'est dans cette formation que le groupe joue le 21 juin 2019, 35 ans après, un concert de retour acclamé à Illerzell près d'Ulm devant environ 1 200 spectateurs,. En octobre 2019, un concert en tête d'affiche suit au Riffelhof Burgrieden, qui affiche complet peu après l'annonce. D'autres spectacles réservés sont ensuite victimes de la pandémie de Covid-19.
En 2022, Gravestone revient cependant sur scène et joue en juin 2022 un concert en plein air dans le parc municipal de Weißenhorn devant environ 1 000 spectateurs,,, qui est suivi en octobre 2022 par une autre prestation spectaculaire du groupe au  festival Keep It True Rising-II à Wurtzbourg. Pour clore l'année de concerts 2022, Gravestone se produit en novembre au Kaminwerk de Memmingen. Lors des shows de 2022, le groupe présente notamment une nouvelle chanson intitulée Flames et annonce d'autres nouveaux morceaux.

## Discographie
- 1979 : Doomsday (AVC)
- 1980 : War (AVC)
- 1984 : Victim of Chains (Scratch Records)
- 1985 : Back to Attack (Scratch Records)
- 1986 : Creating a Monster (Scratch Records)
- 1990 : Some Like It Hot (Fortune Records) (sous 48 Crash)
- 1993 : Gravestone (best-of, Laserlight)